# Willem van Hanegem
Willem "Wim" van Hanegem (Breskens, Zelândia, 20 de Fevereiro de 1944) é um técnico e ex-jogador de futebol neerlandês.

## Carreira

### Clubes
Van Hanegem jogou pelo Velox, Xerxes/DHC, Feyenoord Rotterdam, AZ'67, Chicago Sting, FC Utrecht e, finalmente, pelo Feyenoord novamente. Ele é respeitado pelas suas habilidades táticas, pelo seu jeito de "arrancar" e pela sua habilidade de dar efeito à bola. Ele batia na bola com o lado de fora do pé esquerdo e tinha pernas tortas, o que lhe rendeu o apelido de De Kromme (algo como "O Encurvado").

### O seu maior sucesso foi noFeyenoord
- Liga de futebol neerlandês 1969, 1971, 1974
- Copa KNVB: 1969, 1978
- Copa dos Campeões da Europa: 1970 (batendo o Celtic F.C. por 2×1 em Milão)
- Torneio Intercontinental: 1970 (batendo o Estudiantes de La Plata)
- Copa da UEFA: 1974 (batendo o Tottenham Hotspur F.C.)
- Ele fez parte da Seleção Neerlandesa de Futebol na 1974, chegando à final em Munique.

## Carreira de técnico
Van Hanegem entrou para o Feyenoord como assistente técnico em 1983 e ficou no cargo até 1986. Ele também fez parte do FC Utrecht como assistente técnico, depois se mudando para o FC Wageningen. Ele retornou ao Feyenoord como técnico em 1992, vencendo o campeonato de 1993 e a Copa Neerlandesa em 1994 e 1995.
Em 1995, ele foi convidado para ser técnico do time saudito Al Hilal, e posteriormente assumiu o mesmo cargo no AZ'67, em 1997. Ele ainda treinou o Sparta Rotterdam em 2001.

## Contra a Alemanha
Van Hanegem foi conhecido por ser durão e jogar impetuosamente contra lados Alemães (depois da final de 1974, ele exortou os neerlandeses a "entrar duro" nos alemães) . "Eu não gosto de Alemães. O tempo todo eu joguei contra jogadores alemães, eu tive um problema por causa da guerra." 
No verão de 1944 o 15º exército alemão estava indo em direção ao norte de Calais para os Países Baixos. No dia 11 de Setembro seus aliados bombardearam Wehrmacht próximo ao terminal marítimo de Breskens. Cidadãos deixaram a cidade, mas Lo e Izaak van Hanegem, pai e irmão mais velho de Willem, voltaram para arranjar suprimentos. Eles se esconderam em um abrigo, que foi atingido. Ambos morreram. Van Hanegem posteriormente perdeu outro irmão e uma irmã para a guerra.

## Referencias
1. ↑  FourFourTwo, 50 melhores momentos das Copas do Mundo, Julho de 2006
2. ↑  Winner, D. Brilliant Orange. Bloomsbury, 2000.